# Marmarita
Marmarita est une ville syrienne de la Vallée des Chrétiens, située à proximité de Krak des Chevaliers, réputée pour ses paysages et pour la diversité de ses cultures.
Elle compte 3 000 habitants. Plongée dans le brouillard surtout l'été, elle est un paradis de fraicheur lorsqu'à Damas la température est de 40°.
Marmarita est une ville chrétienne connue pour son haut niveau culturel. Elle a donné des centaines de personnalités hautement qualifiées.
De nombreux habitants de Marmarita ont quitté leur ville pour s’expatrier un peu partout dans le monde, surtout aux États-Unis, en Europe et en Amérique du Sud.

Marmarita est enfin connue pour son carnaval annuel du 15 août, fête de la sainte Vierge Marie. 